# Motor PSA DV
El motor PSA DV / Ford DLD es una familia de motores diésel diseñado conjuntamente por Groupe PSA y Ford desde el año 2001.
Las características principales de estos motores eran un tamaño reducido y peso ligero para poder ser utilizados en los modelos más pequeños de ambas marcas. Para esto el bloque es de hierro fundido y la culata de aleación de aluminio.
Los motores comenzaron su fabricación en las plantas de Ford en Dagenham, Inglaterra, y la planta de PSA en Trémery, Francia.
Los primeros motores fueron los de 1.4 L (DV4 y DLD414), seguidos de los de 1.6 L (DV6 y DLD416). Ambos motores incorporaban inyección directa common-rail, turbocompresor e intercooler (en la mayor parte de los modelos). Esta tecnología permitió la sustitución de los antiguos bloques XUD por parte de PSA y los Endura-DI por parte de Ford.
Posteriormente en el año 2012 Ford sustituyó los motores de 1.4 L y 1.6 L por un 1.5 L de origen propio y debido al acercamiento de Groupe PSA a General Motors la relación entre las marcas se vio deteriorada llevando a ambas marcas a diseñar los motores por su propia cuenta, lanzando PSA su propio 1.5 L en el año 2018.
Actualmente, tras la compra de Opel Por el Groupe PSA, este fabricante comenzó a usar los motores del grupo en los últimos modelos diseñados conjuntamente.

## DV4
El DV4 tiene una cilindrada de 1399 cm³, con un diámetro de 73,7 mm (2,90 pulgadas) y una carrera de 82 mm (3,23 pulgadas), con una relación de compresión de 17.9:1. Todos cuentan con catalizador.
| Versión  | Código interno | Distribución     | Potencia máxima                  | Par motor         | Alimentación                                                | Normativa de anticontaminación | Usos                                                                                                 |
| -------- | -------------- | ---------------- | -------------------------------- | ----------------- | ----------------------------------------------------------- | ------------------------------ | --- |
| DV4 TD   | 8HX            | SOHC 8 válvulas  | 68 CV (50 kilovatios) @ 4000 rpm | 150 Nm @ 1750 rpm | Inyección directa, common-rail, turbocompresor              | Euro 3, Euro 4                 | Peugeot 206 Peugeot 206+ Peugeot 307 Citroën C2 Citroën C3 Citroën Xsara                             |
| DV4 TD   | 8HZ            | SOHC 8 válvulas  | 68 CV (50 kilovatios) @ 4000 rpm | 160 Nm @ 2000 rpm | Inyección directa, common-rail, turbocompresor              | Euro 4, Euro 5                 | Peugeot 1007 Peugeot 207 Peugeot 208 Peugeot 2008 Peugeot Bipper Citroën C3 Citroën DS3 Citroën Nemo |
| DV4 TED4 |                | DOHC 16 válvulas | 90 CV (66 kilovatios) @ 4000 rpm | 200 Nm @ 1750 rpm | Inyección directa, common-rail, turbocompresor, intercooler | Euro 3                         | Citroën C3 Suzuki Liana                                                                              |

## DV5
El DV5 tiene una cilindrada de 1499 cm³, con un diámetro de 75 mm (2,95 pulgadas) y una carrera de 84,8 mm (3,34 pulgadas) con distribución SOHC 16 válvulas y una relación de compresión de 16.5:1. Todos cuentan con una alimentación vía inyección directa, common-rail, turbocompresor, intercooler, SCR , catalizador y su normativa de anticontaminación es Euro 6.
| Versión | Potencia máxima                   | Par motor         | Usos                                                                           |
| ------- | --------------------------------- | ----------------- | ------------------------------------------------------------------------------ |
| DV5 RE  | 75 CV (55 kilovatios) @ 3500 rpm  | 210 Nm @ 1750 rpm |                                                                                |
| DV5 RD  | 100 CV (74 kilovatios) @ 3500 rpm | 250 Nm @ 1750 rpm | Peugeot 308 Peugeot 3008 Opel Grandland X                                      |
| DV5 RC  | 131 CV (96 kilovatios) @ 3750 rpm | 300 Nm @ 1750 rpm | Peugeot 308 Peugeot 508 Peugeot 3008 Peugeot 5008 Citroën DS7 Opel Grandland X |

## DV6
El DV6 tiene una cilindrada de 1560 cm³, con un diámetro de 75 mm (2,95 pulgadas) y una carrera de 88,3 mm (3,48 pulgadas). Todos cuentan con catalizador.
| Versión   | Código interno | Distribución     | Relación de compresión | Potencia máxima                   | Par motor         | Alimentación                                                     | Normativa de anticontaminación | Usos |
| --------- | -------------- | ---------------- | ---------------------- | --------------------------------- | ----------------- | ---------------------------------------------------------------- | ------------------------------ | --- |
| DV6 ATED4 |                | DOHC 16 válvulas | 17.6:1                 | 90 CV (66 kilovatios) @ 4000 rpm  | 215 Nm @ 1750 rpm | Inyección directa, common-rail, turbocompresor, intercooler      | Euro 4                         | Citroën C3 I Citroën C4 I Citroën Berlingo I Citroën Berlingo II |
| DV6 ATED4 | 9HX, 9HV       | DOHC 16 válvulas | 18.0:1                 | 90 CV (66 kilovatios) @ 4000 rpm  | 215 Nm @ 1750 rpm | Inyección directa, common-rail, turbocompresor, intercooler      | Euro 4                         | Peugeot 207 Peugeot 307 Peugeot 308 I Peugeot Partner I Peugeot Partner II Citroën C3 II Citroën Xsara Picasso |
| DV6 TED4  | 9HZ, 9HY       | DOHC 16 válvulas | 17.5:1                 | 109 CV (80 kilovatios) @ 4000 rpm | 240 Nm @ 1750 rpm | Inyección directa, common-rail, turbocompresor, intercooler      | Euro 3, Euro 4                 | Peugeot 206 Peugeot 207 Peugeot 307 Peugeot 308 Peugeot 407 Peugeot 3008 Peugeot 5008 Peugeot Partner II Citroën C2 Citroën C3 I Citroën C3 II Citroën C4 I Citroën C4 Picasso Citroën C5 I Citroën C5 II Citroën Berlingo II Citroën Xsara Picasso                                                        |
| DV6 BTED4 |                | DOHC 16 válvulas | 17.6:1                 | 75 CV (55 kilovatios) @ 4000 rpm  | 175 Nm @ 1750 rpm | Inyección directa, common-rail, turbocompresor, intercooler      | Euro 4                         | Citroën Berlingo I |
| DV6 BTED4 |                | DOHC 16 válvulas | 18.0:1                 | 75 CV (55 kilovatios) @ 3500 rpm  | 185 Nm @ 1750 rpm | Inyección directa, common-rail, turbocompresor, intercooler      | Euro 4, Euro 5                 | Peugeot Partner II Citroën Berlingo II |
| DV6 CTED  |                | SOHC 8 válvulas  | 16.0:1                 | 112 CV (82 kilovatios) @ 3600 rpm | 270 Nm @ 1750 rpm | Inyección directa, common-rail, turbocompresor, intercooler      | Euro 5                         | Peugeot 207 Peugeot 308 I Peugeot 407 Peugeot 508 Peugeot 3008 Peugeot 5008 Peugeot Partner II Citroën C3 II Citroën DS3 Citroën C4 II Citroën C4 Picasso Citroën DS4 Citroën DS5 Citroën C5 II Citroën Berlingo II                                                                                        |
| DV6 CTED  |                | SOHC 8 válvulas  | 16.0:1                 | 114 CV (84 kilovatios) @ 3600 rpm | 270 Nm @ 1750 rpm | Inyección directa, common-rail, turbocompresor, intercooler      | Euro 5                         | Peugeot 208 Peugeot 2008 Peugeot 3008 Peugeot 4008 Peugeot 5008 Peugeot Partner II Citroën DS3 Citroën C4 II Citroën C4 Picasso II Citroën DS4 Citroën DS5 Citroën C5 II Citroën Berlingo II Citroën C4 Aircross                                                                                           |
| DV6 DTED  |                | SOHC 8 válvulas  | 16.0:1                 | 92 CV (68 kilovatios) @ 4000 rpm  | 230 Nm @ 1750 rpm | Inyección directa, common-rail, turbocompresor, intercooler      | Euro 5                         | Peugeot 207 Peugeot 208 Peugeot 308 Peugeot 301 Peugeot 2008 Peugeot 3008 Peugeot Partner II Citroën C3 II Citroën DS3 Citroën C4 II Citroën C4 Picasso II Citroën C4 Cactus Citroën C-Elysée Citroën Berlingo II                                                                                          |
| DV6 FETED |                | SOHC 8 válvulas  | 16.0:1                 | 75 CV (55 kilovatios) @ 3750 rpm  | 230 Nm @ 1750 rpm | Inyección directa, common-rail, turbocompresor, intercooler, SCR | Euro 6                         | Peugeot 208 Peugeot 2008 Peugeot Partner II Citroën C3 II Citroën DS3 Citroën Berlingo II |
| DV6 FETED |                | SOHC 8 válvulas  | 16.0:1                 | 75 CV (55 kilovatios) @ 3500 rpm  | 233 Nm @ 1750 rpm | Inyección directa, common-rail, turbocompresor, intercooler, SCR | Euro 6                         | Citroën C3 III |
| DV6 FDTED |                | SOHC 8 válvulas  | 16.0:1                 | 95 CV (70 kilovatios) @ 3750 rpm  | 210 Nm @ 1500 rpm | Inyección directa, common-rail, turbocompresor, intercooler, SCR | Euro 6                         | Peugeot Traveller Citroën Spacetourer Toyota ProAce |
| DV6 FDTED |                | SOHC 8 válvulas  | 16.0:1                 | 99 CV (73 kilovatios) @ 3750 rpm  | 254 Nm @ 1750 rpm | Inyección directa, common-rail, turbocompresor, intercooler, SCR | Euro 6                         | Peugeot 208 Peugeot 308 Peugeot 2008 Peugeot 3008 Peugeot 5008 Peugeot Partner II Citroën C3 II Citroën C3 III Citroën C3 Picasso Citroën C3 Aircross Citroën DS3 Citroën C4 II Citroën C4 Picasso II Citroën C4 Cactus Citroën DS4 Citroën C-Elysée Citroën Berlingo II Opel Crossland X Opel Grandland X |
| DV6 FCTED |                | SOHC 8 válvulas  | 16.0:1                 | 116 CV (85 kilovatios) @ 3500 rpm | 300 Nm @ 1750 rpm | Inyección directa, common-rail, turbocompresor, intercooler, SCR | Euro 6                         | Peugeot Traveller Citroën Spacetourer Toyota ProAce |
| DV6 FCTED |                | SOHC 8 válvulas  | 16.0:1                 | 120 CV (88 kilovatios) @ 3750 rpm | 300 Nm @ 1750 rpm | Inyección directa, common-rail, turbocompresor, intercooler, SCR | Euro 6                         | Peugeot 208 Peugeot 308 Peugeot 2008 Peugeot 3008 Peugeot 5008 Peugeot Partner II Citroën C3 Aircross Citroën DS3 Citroën C4 II Citroën C4 Picasso II Citroën DS4 Citroën DS5 Citroën Berlingo II Opel Crossland X Opel Grandland X                                                                        |

- Datos: Q763731
- Multimedia: Ford DLD / Q763731